# Bulia propria
Bulia propria là một loài bướm đêm trong họ Erebidae.